# Гилгель Гибе II (ГЭС)
Электростанция Гилгель Гибе II — это гидроэлектростанция, расположенная на реке  Омо в Эфиопии. Она находится примерно в 80 километрах к востоку от города Джимма, в регионе Волайта/Давро. Электростанция получает воду из туннеля, который находится на 7°55′27″ с. ш. 37°23′16″ в. д. Установленная мощность станции составляет 420 МВт, и она была открыта 14 января 2010 года. Однако, спустя почти две недели после открытия, часть главного туннеля обрушилась, что вынудило закрыть станцию. Ремонтные работы были завершены 26 декабря 2010 года, после чего станция вновь начала свою работу.

## Состав ГЭС
Гидроэлектростанция Гилгель-Гибе II представляет собой комплекс, состоящий из электростанции, расположенной на реке Омо, и системы напорных туннелей и шлюзовых ворот на реке Гилгел-Гибе. Длина туннеля составляет 26 километров, он проходит под горой Фофа и заканчивается водоводом с перепадом высот в 500 метров. Когда вода попадает на электростанцию, она приводит в движение четыре турбины Pelton, которые, в свою очередь, запускают четыре генератора мощностью 107 мегаватт. Каждая турбина имеет диаметр 3,5 метра.

## История
Строительство электростанции началось 19 марта 2005 года. Генеральным подрядчиком стала компания Salini Costruttori.
Первоначально завершение строительства электростанции было запланировано на конец 2007 года, однако оно было отложено из-за технических проблем, возникших в процессе. В марте 2005 года компания SELI была выбрана для прокладки туннеля, но в октябре 2006 года в туннелепроходческом станке (TBM) произошла поломка, что задержало реализацию проекта. Только 9 июня 2009 года оба проекта по прокладке тоннелей были объединены, и в сентябре туннель был готов к гидравлическим испытаниям. Этот туннель считается одним из самых сложных проектов, когда-либо осуществлявшихся, из-за сложных грунтовых условий на некоторых участках. Торжественное открытие электростанции состоялось 14 января 2010 года.

### Обрушение туннеля и ремонт
Примерно через десять дней после завершения проекта около 15 метров главного туннеля, длина которого составляет 26 километров, обрушилось. Причиной этого могло стать разрушение конструкции из-за спешки при строительстве и отсутствия необходимых исследований.
В официальном заявлении строительной компании Salini Costruttori, опубликованном через две недели после торжественного открытия, было сказано, что «непредвиденное геологическое событие привело к «обвалу» и крупному камнепаду, который затронул примерно 15 метров верхней части 26-километрового туннеля».
Туннель был отремонтирован, и 26 декабря 2010 года ГЭС вновь начала функционировать.

## Финансирование
В 2004 году правительство Эфиопии выделило 220 миллионов евро на строительство в Эфиопии. Общая стоимость проекта составила 373 миллиона евро. Из них 50 миллионов были предоставлены Европейским инвестиционным банком, а оставшиеся 103 миллиона — правительством Эфиопии.

## Разногласия
В итальянском правительстве возникли споры вокруг финансирования строительства электростанции. Несмотря на возражения со стороны Генерального директората по сотрудничеству в целях развития Министерства иностранных дел и Министерства экономики и финансов, кредит был предоставлен.
Они выступали против этого кредита по нескольким причинам:
- Контракт был заключен без проведения конкурсных торгов, что является нарушением итальянского законодательства;
- Его необычно большой размер ограничивал доступ к средствам для других проектов развития;
- Не были учтены расходы на оценку воздействия на окружающую среду и мониторинг;
- Проект не был коммерчески жизнеспособным из-за низких тарифов на электроэнергию в Эфиопии и других странах;
- Было неуместно увеличивать долг такой бедной страны, как Эфиопия, в то время как она только что получила облегчение долгового бремени от Италии.

Парламент также задавал вопросы о проекте, которые остались без ответа со стороны заместителя государственного секретаря по иностранным делам Луиджи Мантики. В марте 2006 года прокуратура Рима возбудила уголовное дело в связи с проектом гидроэлектростанции Гильгель-Гибе II.